# Enoplometopus pictus
Enoplometopus pictus is een kreeftensoort uit de familie van de Enoplometopidae. De wetenschappelijke naam van de soort is voor het eerst geldig gepubliceerd in 1862 door A. Milne-Edwards.